# پرادوفلوکساسین
پرادوفلوکساسین(به انگلیسی: Pradofloxacin) (با نام تجاری Veraflox) یک آنتی‌بیوتیک فلوروکینولونی نسل سوم با طیف پیشرفته است که در دامپزشکی کاربرد دارد. این دارو در آوریل ۲۰۱۱ تأیید کمیسیون اروپا برای استفاده اختصاصی در داروهای دامپزشکی برای درمان عفونت های باکتریایی در سگ و گربه را دریافت کرد.